# Barreira alfandegária
Barreira alfandegária ou barreira comercial pode ser entendida como qualquer lei, regulamento, política, medida ou prática governamental que imponha restrições ao comércio exterior. Essas barreiras podem ser tarifárias ou não. . É a forma mais comum de proteger o mercado interno e são normalmente utilizadas para estimular setores econômicos específicos internos de cada país, impedindo o comércio.

## Barreiras tarifárias e não tarifárias
As barreiras alfandegárias podem ser classificadas em:
Barreiras tarifárias: as que envolvem a cobrança de tributos, tais como:
- imposto de importação;
- tarifas de importações;
- taxas diversas.

Barreiras não-tarifárias: as que envolvem mecanismos protecionistas, tais como:
- restrições quantitativas (quotas de importação);
- licenciamento de importação;
- procedimentos alfandegários;
- valoração aduaneira arbitrária ou com valores fictícios;
- medidas antidumping;
- medidas compensatórias;
- subsídios;
- medidas de salvaguarda;
- medidas sanitárias e fitossanitárias;
- barreiras técnicas.